# Paříž–Tours
Paříž–Tours je klasický jednodenní závod profesionálních cyklistů, který se pořádá každoročně v říjnu. První závod se jel v roce 1896 a jeho vítězem se stal Francouz Eugène Prévost. Od roku 2005 je tento sportovní podnik zařazen do série Pro Tour.

## Vítězové závodu
| - 1896 : Eugène Prévost - 1901 : Jean Fischer - 1906 : Lucien Petit-Breton - 1907 : Georges Passerieu - 1908 : Omer Beaugendre - 1909 : François Faber - 1910 : François Faber - 1911 : Octave Lapize - 1912 : Louis Heusghem - 1913 : Charles Crupelandt - 1914 : Oscar Egg - 1917 : Philippe Thys - 1918 : Charles Mantelet - 1919 : Hector Tiberghien - 1920 : Eugène Christophe - 1921 : Francis Pélissier - 1922 : Henri Pélissier - 1923 : Paul Deman - 1924 : Louis Mottiat - 1925 : Denis Verschueren - 1926 : Henri Suter - 1927 : Henri Suter - 1928 : Denis Verschueren - 1929 : Nicolas Frantz - 1930 : Jean Maréchal - 1931 : André Leducq - 1932 : Jules Moineau - 1933 : Jules Merviel - 1934 : Gustave Danneels - 1935 : René Le Grevès - 1936 : Gustave Danneels - 1937 : Gustave Danneels - 1938 : Jules Rossi - 1939 : Frans Bonduel - 1941 : Paul Maye - 1942 : Paul Maye - 1943 : Gabriel Gaudin - 1944 : Lucien Teisseire - 1945 : Paul Maye - 1946 : Briek Schotte - 1947 : Briek Schotte - 1948 : Louis Caput | - 1949 : Albert Ramon - 1950 : André Mahé - 1951 : Jacques Dupont - 1952 : Raymond Guegan - 1953 : Jos Schils - 1954 : Gilbert Scodeller - 1955 : Jacques Dupont - 1956 : Albert Bouvet - 1957 : Fred De Bruyne - 1958 : Gilbert Desmet (1) - 1959 : Rik van Looy - 1960 : Jo de Haan - 1961 : Jos Wouters - 1962 : Jo de Roo - 1963 : } Jo de Roo - 1964 : Guido Reybrouck - 1965 : Gerben Karstens - 1966 : Guido Reybrouck - 1967 : Rik van Looy - 1968 : Guido Reybrouck - 1969 : Herman Van Springel - 1970 : Jürgen Tschan - 1971 : Rik Van Linden - 1972 : Noël Van Tyghem - 1973 : Rik Van Linden - 1974 : Francesco Moser - 1975 : Freddy Maertens - 1976 : Ronald Dewitte - 1977 : Joop Zoetemelk - 1978 : Jan Raas - 1979 : Joop Zoetemelk - 1980 : Daniel Willems - 1981 : Jan Raas - 1982 : Jean-Luc Vandenbroucke - 1983 : Ludo Peeters - 1984 : Sean Kelly - 1985 : Ludo Peeters - 1986 : Phil Anderson - 1987 : Adri van der Poel - 1988 : Peter Pieters - 1989 : Jelle Nijdam - 1990 : Rolf Sørensen | - 1991 : Johan Capiot - 1992 : Hendrik Redant - 1993 : Johan Museeuw - 1994 : Erik Zabel - 1995 : Nicola Minali - 1996 : Nicola Minali - 1997 : Andrei Tchmil - 1998 : Jacky Durand - 1999 : Marc Wauters - 2000 : Andrea Tafi - 2001 : Richard Virenque - 2002 : Jakob Piil - 2003 : Erik Zabel - 2004 : Erik Dekker - 2005 : Erik Zabel - 2006 : Frédéric Guesdon - 2007 : Alessandro Petacchi - 2008 : Philippe Gilbert - 2009 : Philippe Gilbert - 2010 : Óscar Freire - 2011 : Greg Van Avermaet - 2012 : Marco Marcato - 2013 : John Degenkolb - 2014 : Jelle Wallays - 2015 : Matteo Trentin - 2016 : Fernando Gaviria - 2017 : Matteo Trentin - 2018 : Søren Kragh Andersen - 2019 : Jelle Wallays - 2020 : Casper Pedersen - 2021 : Arnaud Démare - 2022 : Arnaud Démare |